# ジュリア・ウィンター
ジュリア・ウィンター（Julia Winter、1993年3月17日 - ）は、スウェーデン・ストックホルム生まれ、イギリス・ロンドン育ちの女優。

## 来歴
ロンドンで育ったがスウェーデン生まれのため、スウェーデン語を流暢に話す。
児童劇団オールソーツの一員である。2005年、ティム・バートン監督『チャーリーとチョコレート工場』で映画デビュー。撮影では共演のアナソフィア・ロブらと交流を深めた。
趣味は体育、テニス、乗馬、水泳、ピアノなど。

## 映画
| 公開年 | 邦題 原題                                                      | 役名             | 備考 |
| ------ | -------------------------------------------------------------- | ---------------- | ---- |
| 2005   | チャーリーとチョコレート工場 Charlie y la fábrica de chocolate | ベルーカ・ソルト |      |
| 2006   | Dick & Dom in da Bungalow                                      | エラ             |      |